# Sindrome di Verma-Naumoff
La sindrome di Verma-Naumoff o sindrome coste corte-polidattilia di tipo 3 è una malattia genetica molto rara; si tratta di una ciliopatia appartenente al sottogruppo delle malattie caratterizzate dalla combinazione di coste corte e polidattilia. È un'osteocondrodisplasia a decorso letale.

## Epidemiologia e storia
La sindrome fu descritta per la prima volta nel 1974 dal pediatra di Magonza Jürgen Spranger; un'ulteriore descrizione fu effettuata prima da I. C. Verma nel 1975 e poi da P. Naumoff nel 1977.
Pur trattandosi di una malattia rara, la sua incidenza è molto superiore a quella della sindrome di Saldino-Noonan, caratterizzata da un fenotipo simile.

## Eziologia
Responsabile della sindrome è una mutazione a carico del gene DYNC2H1 localizzato sul braccio lungo del cromosoma 11, in corrispondenza del locus genico q22.3. La trasmissione è autosomica di tipo recessivo.

## Clinica

### Segni e sintomi
Come le altre sindromi coste corte-polidattilia, la malattia di Verma-Naumoff presenta:
- Costole corte con ipoplasia del torace e dei polmoni; conseguente insufficienza respiratoria progressiva, a prognosi infausta
- Displasia delle ossa lunghe
- Polidattilia (presente nella maggior parte dei casi)

Nello specifico, nella sindrome di Verma-Naumoff si riscontrano anche idrope fetale, radici nasali e polidattilia (in oltre la metà dei casi). Possono essere rilevati anche difetti cardiaci spesso molto gravi, intestino corto, malrotazione intestinale, atresia anale, atresia uretrale, ipoplasia degli organi genitali, ipoplasia o agenesia renale, utero didelfo, cheiloschisi, displasia dell'epiglottide e atresia dell'esofago.

### Esami strumentali e di laboratorio
La radiografia mostra il sottosviluppo delle costole; le ossa lunghe presentano epifisi frastagliate, a differenza di quanto si osserva con la sindrome di Saldino-Noonan.
È possibile la diagnosi prenatale mediante ecografia ostetrica. In caso di sospetto diagnostico possono essere utilizzati anche altri metodi di imaging, come la risonanza magnetica o la tomografia computerizzata.